# ТК-80/160 (печера)
Печера ТК-80/160 розташована в  Абхазії,  Гудаутському районі, в Західній частині  Бзибського хребта. Протяжність 205 м, глибина 160 м, площа 120 м², об'єм 6000 м³, висота входу 2100 м.

## Складнощі проходження печери
Категорія складності 3А.

## Опис печери
Вхід знаходиться на північно -західному гребені вершини Худуакі серед глибового навалу. Порожнина являє собою прямоствольну шахту з величиною вільного прольоту 150 м, овального перерізу, що має розміри в поперечнику 5-10 м. Невеликі уступи є на глибині 15 і 130 м. З глибини −110 м з бічного вікна починається паралельний колодязь, який виводить на дно шахти. Звідси через вузькі короткі ходи можна потрапити в дві невеликі зали. Сильний капіж під час дощу посилюється і утворює водотік близько 0,1 л/с. Є обвально-осипні відкладення, глина і натічні утворення. Закладена в верхнеюрских вапняках.
Головною трудністю для проходження є прямий стовбур основного колодязя через великий прямий прольот і камнепад, що зростають під час дощу. На глибині −100 м можливе закріплення спорядження в бічній ніші.

## Історія дослідження
Відкрита групою томського клубу спелеологів «Стікс» в 1978 році (кер. В. І. Горовцов). Пройдено влітку в 1980 р. експедиційної групою клубу (кер. А. Н. Шуригін).